# Nợ phải trả
Trong kế toán tài chính, nợ phải trả được định nghĩa là những hy sinh lợi ích kinh tế trong tương lai mà đơn vị có nghĩa vụ thực hiện cho đơn vị khác do kết quả của các giao dịch trong quá khứ hoặc các sự kiện khác trong quá khứ, việc giải quyết có thể dẫn đến việc chuyển giao hoặc sử dụng tài sản, cung cấp dịch vụ hoặc lợi ích kinh tế khác trong tương lai.

## Đặc điểm
Nợ phải trả được định nghĩa theo những đặc điểm sau:
- Bất kỳ hình thức vay nào từ cá nhân hoặc ngân hàng để cải thiện doanh nghiệp hoặc thu nhập cá nhân có nghĩa vụ phải trả trong thời gian ngắn hoặc dài hạn
- Nghĩa vụ hoặc trách nhiệm đối với người khác đòi hỏi phải giải quyết bằng cách chuyển giao hoặc sử dụng tài sản, cung cấp dịch vụ hoặc giao dịch khác trong tương lai mang lại lợi ích kinh tế, vào một ngày cụ thể hoặc có thể xác định, khi xảy ra một sự kiện cụ thể hoặc theo yêu cầu
- Nghĩa vụ hoặc trách nhiệm buộc đơn vị này phải giao cho một đơn vị khác, khiến đơn vị này ít hoặc không có quyền quyết định để trốn tránh việc giải quyết
- Một giao dịch hoặc sự kiện bắt buộc đơn vị đã xảy ra

Những khoản nợ phải trả trong kế toán tài chính không nhất thiết phải có hiệu lực pháp lý nhưng có thể dựa trên nghĩa vụ công bằng hoặc nghĩa vụ ngầm định. Nghĩa vụ công bằng là nghĩa vụ dựa trên những cân nhắc về đạo đức hoặc luân lý. Nghĩa vụ ngầm định là nghĩa vụ được ngụ ý bởi một nhóm hoàn cảnh trong một tình huống cụ thể, trái ngược với nghĩa vụ dựa trên hợp đồng.
Phương trình kế toán liên quan đến tài sản, nợ phải trả và vốn chủ sở hữu:
Tài sản = Nợ phải trả + Vốn chủ sở hữu
Phương trình kế toán là cấu trúc toán học của bảng cân đối kế toán.
Có lẽ định nghĩa kế toán được chấp nhận nhiều nhất về nợ phải trả là định nghĩa được sử dụng bởi Hội đồng Chuẩn mực Kế toán Quốc tế (IASB). Dưới đây là đoạn trích trong khuôn khổ của IFRS:
Nợ phải trả là nghĩa vụ hiện tại của doanh nghiệp phát sinh từ các sự kiện trong quá khứ, việc giải quyết khoản nợ này dự kiến sẽ dẫn đến việc doanh nghiệp rút ra các nguồn lực thể hiện lợi ích kinh tế - F.49(b)
Các quy định về việc ghi nhận các khoản nợ phải trả là khác nhau trên toàn thế giới, nhưng gần như tương tự với các quy định của IASB.
Ví dụ về các loại nợ phải trả bao gồm: nợ khi vay, nợ thế chấp hoặc IOU.
Nợ phải trả là các khoản nợ và nghĩa vụ của doanh nghiệp mà chúng đại diện cho quyền đòi của chủ nợ đối với tài sản của doanh nghiệp.

## Phân loại

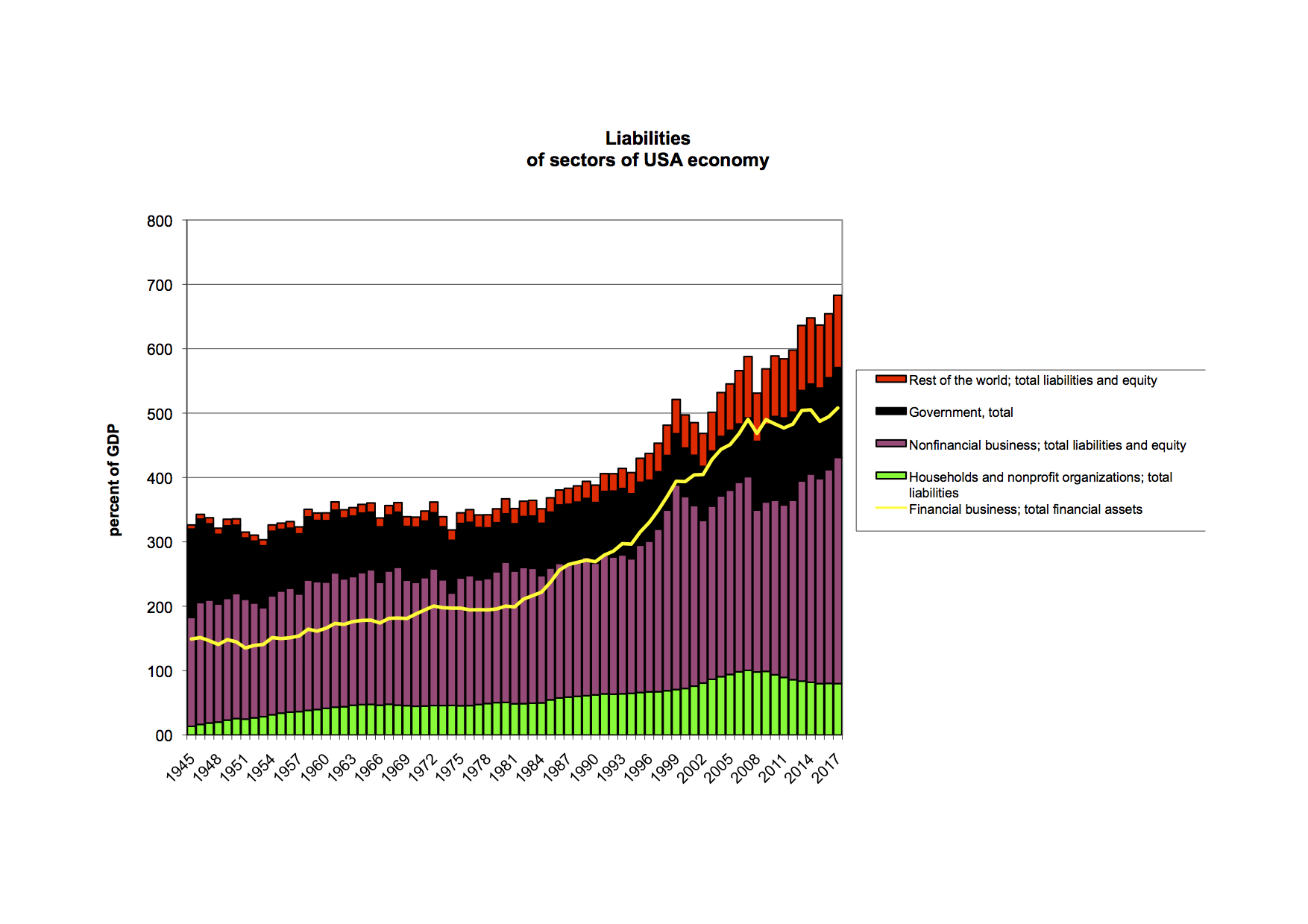
Nợ phải trả của các ngành trong nền kinh tế Hoa Kỳ, 1945-2017, dựa trên số liệu thống kê về dòng tiền của Cục Dự trữ Liên bang.

Nợ phải trả được báo cáo trên bảng cân đối kế toán và thường được chia thành hai loại:
- Nợ ngắn hạn - các khoản nợ phải trả này dự kiến sẽ được thanh lý một cách hợp lý trong vòng một năm. Chúng thường bao gồm các khoản phải trả như tiền lương, tài khoản kế toán, thuế và các khoản phải trả, doanh thu chưa thực hiện khi điều chỉnh các bút toán, các phần trái phiếu dài hạn phải trả trong năm nay và các nghĩa vụ ngắn hạn (ví dụ: mua thiết bị). Nợ ngắn hạn là các nghĩa vụ mà việc thanh lý được dự kiến một cách hợp lý để yêu cầu sử dụng tài sản lưu động, tạo ra các khoản nợ ngắn hạn khác hoặc cung cấp dịch vụ trong năm tiếp theo hoặc chu kỳ hoạt động, tùy theo thời hạn nào dài hơn.
- Nợ dài hạn - các khoản nợ phải trả này dự kiến sẽ không được thanh lý trong vòng một năm. Chúng thường bao gồm trái phiếu dài hạn được phát hành, thường phiếu phải trả, thuê tài sản dài hạn, lương hưu nghĩa vụ, và bảo hành sản phẩm dài hạn.

Các khoản nợ phải trả có giá trị hoặc thời gian không chắc chắn được gọi là dự phòng phải trả.
Khi một công ty gửi tiền mặt vào ngân hàng, ngân hàng ghi một khoản nợ phải trả trên bảng cân đối kế toán, thể hiện nghĩa vụ trả nợ cho người gửi tiền, thường là theo yêu cầu. Đồng thời, theo nguyên tắc ghi sổ kép, ngân hàng tự ghi nhận tiền mặt như một tài sản. Mặt khác, khi gửi tiền mặt vào ngân hàng, công ty ghi nhận giảm tiền mặt và tăng tương ứng tiền gửi ngân hàng (một tài sản).

## Nợ và Có (trong kế toán)
Một khoản ghi nợ làm tăng một tài sản hoặc giảm một khoản nợ phải trả; một khoản ghi có hoặc làm giảm một tài sản hoặc tăng một khoản nợ phải trả. Theo nguyên tắc ghi sổ kép, mọi giao dịch tài chính tương ứng với cả ghi nợ và ghi có.
Khi tiền mặt được gửi vào ngân hàng, ngân hàng được cho là "ghi nợ" vào tài khoản tiền mặt của mình, bên tài sản, và "ghi có" vào tài khoản tiền gửi của mình, bên nợ phải trả. Trong trường hợp này, ngân hàng ghi nợ một tài sản và ghi có một khoản nợ phải trả, nghĩa là cả hai đều tăng lên.
Khi rút tiền mặt từ ngân hàng, điều ngược lại sẽ xảy ra: ngân hàng "ghi có" vào tài khoản tiền mặt và "ghi nợ" vào tài khoản tiền gửi của ngân hàng đó. Trong trường hợp này, ngân hàng ghi có một tài sản và ghi nợ một khoản nợ phải trả, nghĩa là cả hai đều giảm.